# Dysopsis
Dysopsis är ett släkte av törelväxter. Dysopsis ingår i familjen törelväxter.
Kladogram enligt Catalogue of Life:
| Dysopsis | \| \| Dysopsis glechomoides \| \| \| \| \| \| Dysopsis hirsuta \| \| \| \| \| \| Dysopsis paucidentata \| \| \| \| |
|          | \| \| Dysopsis glechomoides \| \| \| \| \| \| Dysopsis hirsuta \| \| \| \| \| \| Dysopsis paucidentata \| \| \| \| |
|          | Dysopsis glechomoides                                                                                              |
|          | |
|          | Dysopsis hirsuta                                                                                                   |
|          | |
|          | Dysopsis paucidentata                                                                                              |
|          | |